# Monastero di Montserrat
Il monastero di Santa Maria de Montserrat (in catalano Monestir de Montserrat; in spagnolo Monasterio de Montserrat) è un monastero benedettino che si trova ad un'altitudine di 720 m s.l.m. sulla montagna di Montserrat, nel comune di Monistrol de Montserrat della comunità autonoma della Catalogna, di cui rappresenta un simbolo, nonché un importante sito di pellegrinaggio e di visita per i turisti.

## Storia

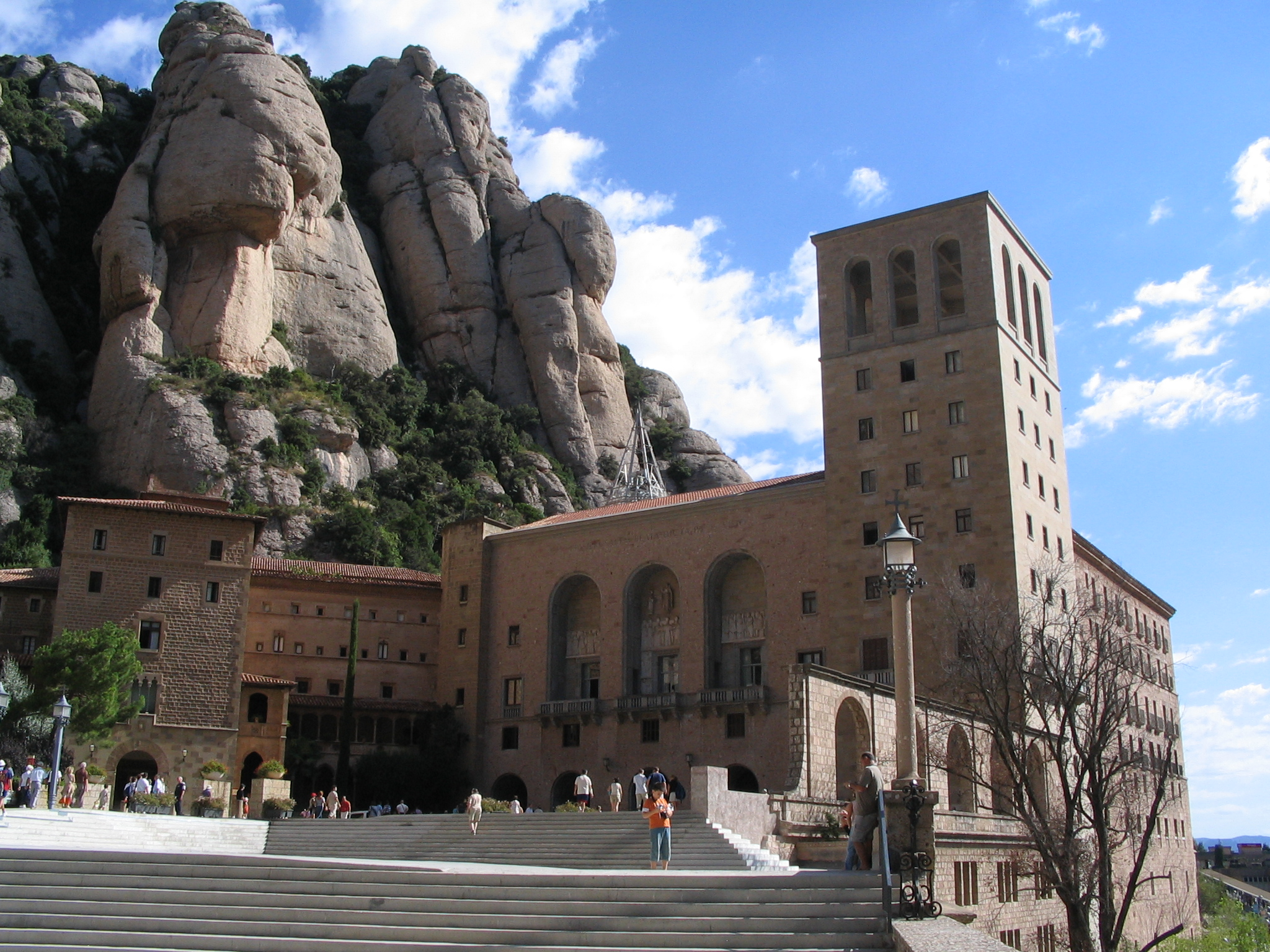
Il monastero

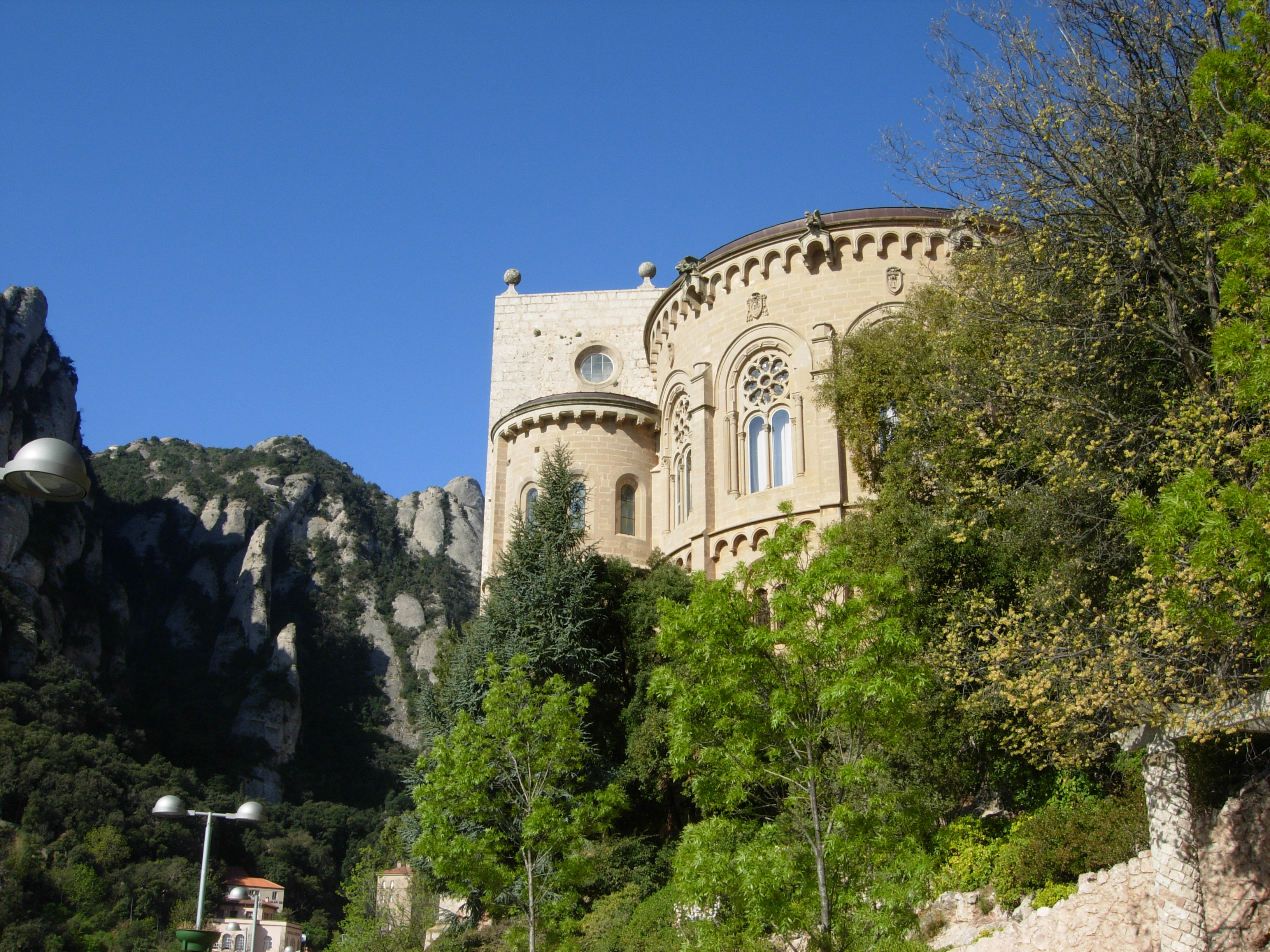
L'abside

L'origine del monastero è incerta. Si sa che, intorno al 1011, un monaco proveniente dal monastero di Santa Maria di Ripoll raggiunse la montagna di Montserrat per incaricarsi di dirigere il monastero di Santa Cecilia di Montserrat, per cui quest'ultimo sarebbe passato agli ordini dell'abate Oliba di Ripoll. I monaci del monastero di Santa Cecilia non accettarono la situazione e allora l'abate decise di fondare il monastero di Santa Maria di Montserrat nel luogo dove esisteva già un antico eremo con lo stesso nome nel 1025. A partire dal 1082 Il monastero di Santa Maria ebbe un proprio priore e smise di dipendere da quello di Ripoll.
Questo eremo rapidamente divenne il più importante fra quelli presenti su quella montagna grazie all'immagine della Madonna venerata fin dall'880 e si trasformò in un santuario, per cui ebbe accesso a un maggior numero di donazioni che gli permisero una crescita costante in dimensioni ed importanza. Alla fine del XII secolo il reggente sollecitò le autorità ecclesiastiche ad aumentare il numero di monaci a 12 unità, minimo richiesto per poter considerare il santuario un'abbazia.
Nel XIII secolo iniziò la lotta del monastero per ottenere la piena indipendenza da quello di Ripoll: durante lo Scisma d'Occidente infatti il priorato di Montserrat era fedele al papa di Roma Urbano VI nonostante quello di Ripoll appoggiasse Benedetto XIII, perciò il re Martino consigliò Benedetto XIII di promuovere Montserrat ad abbazia ed a porre come abate Marco di Villalba, che era abate di Ripoll dal 1408.
L'11 marzo 1409 una bolla papale di papa Benedetto istituì l'abbazia di Montserrat, nonostante Ripoll continuasse comunque a mantenere alcuni privilegi su Montserrat, finché il papa Eugenio IV lo liberò completamente con una bolla datata 11 marzo 1431.
Nel 1493 però l'abbazia perse di nuovo l'autonomia in quanto re Ferdinando II inviò al monastero quattordici monaci dalla città di Valladolid e Montserrat passò a dipendere dalla congregazione di questa città della Castiglia. Nei secoli seguenti vi fu un alternarsi di abati catalani e castigliani. Proprio nel 1493 Bernat de Boïl, un monaco del monastero, accompagnò Cristoforo Colombo in uno dei suoi viaggi in America.
Nel corso del XIX secolo il monastero di Montserrat fu incendiato e saccheggiato per ben due volte dalle truppe napoleoniche, nel 1811 e 1812. Poi, nel 1835, i monaci dovettero abbandonare il monastero in seguito alla Desamortización di Mendizábal, una sorta di asta pubblica per ridistribuire i terreni non coltivati che spesso erano di proprietà della Chiesa.
L'esclaustrazione comunque durò poco e già dal 1844 i monaci si ristabilirono nel monastero, ormai senza più ingerenze da parte della congregazione di Valladolid, del resto sciolta anch'essa. Nel 1862 Montserrat aderí alla congregazione sublacense dell'Ordine di San Benedetto, alla quale tuttora appartiene. Gli edifici andati distrutti vennero rifatti.
Attualmente la comunità monastica è formata da un'ottantina di monaci; inoltre abitano nel monastero i ragazzi che compongono la Scuola di Canto di Montserrat (chiamata "Escolania de Montserrat" in catalano), ritenuta la più antica d'Europa poiché risalente al XIII secolo.

## Il monastero

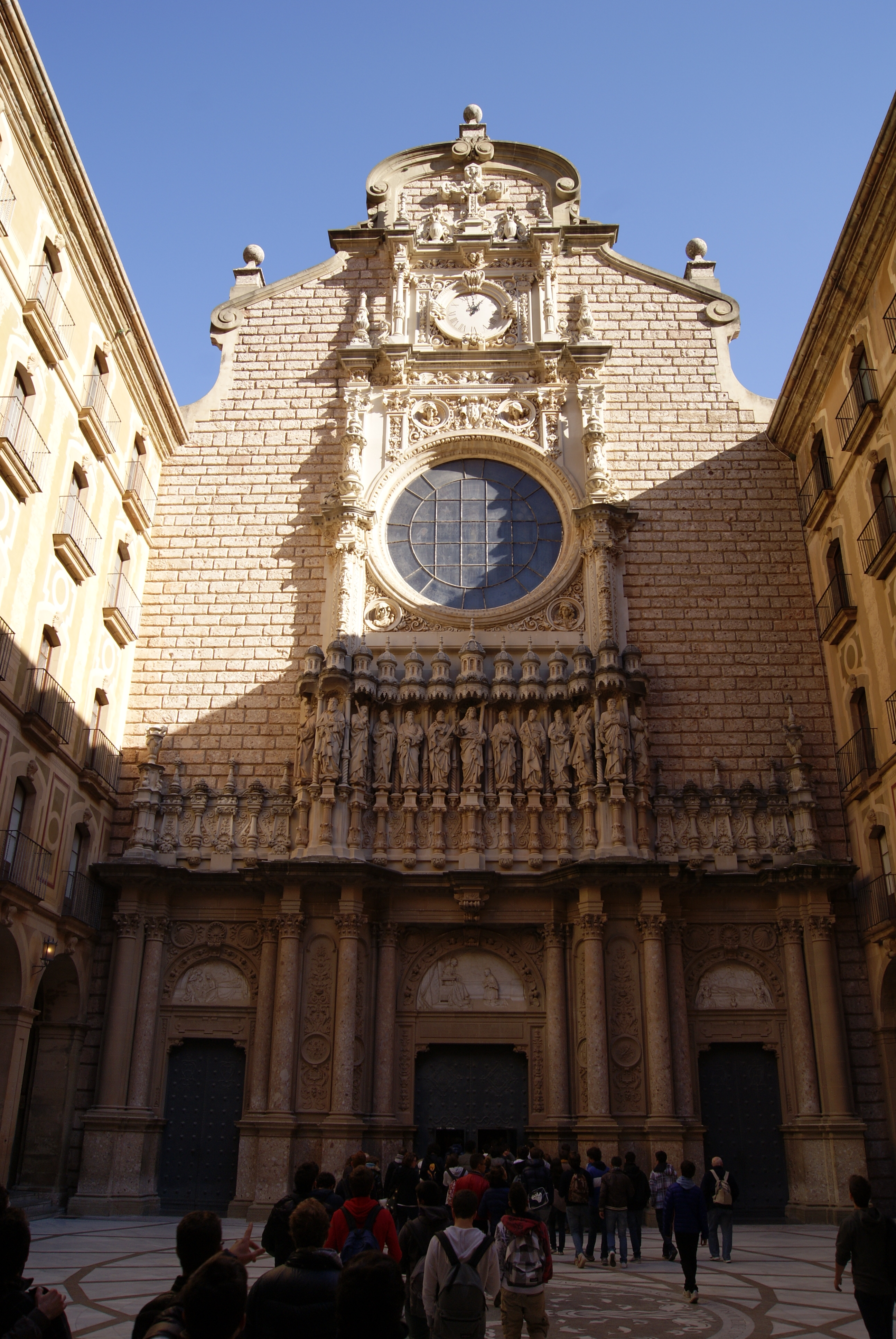
La facciata principale

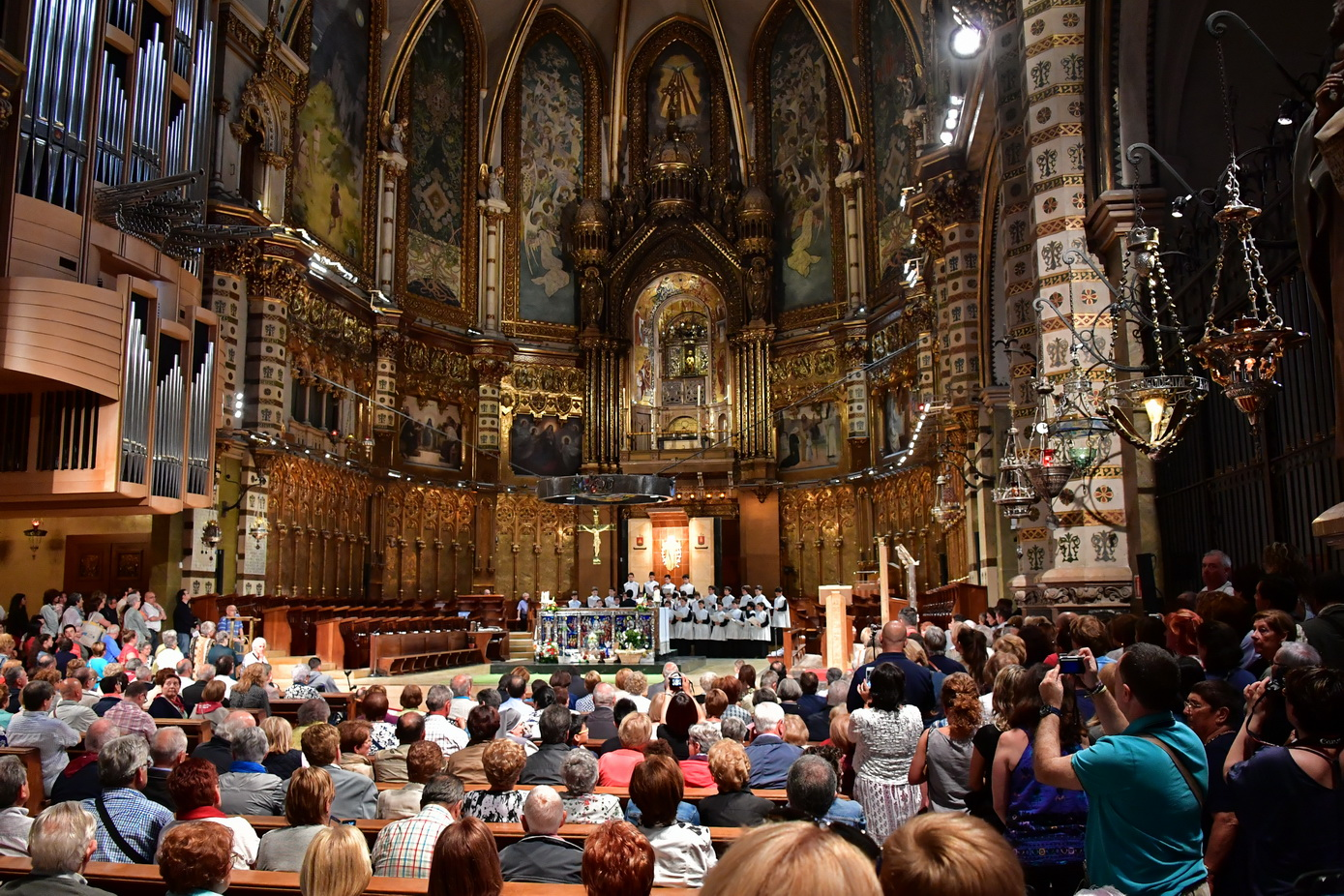
Interno Basilica

Il complesso è costituito da due blocchi di edifici: da una parte la basilica con le dipendenze dei monaci, dall'altra gli edifici destinati ad accogliere i pellegrini e i visitatori: ristoranti, negozi e un albergo.

### La basilica
La basilica di Montserrat fu ricostruita completamente nel XIX secolo ed è ad una sola navata, attorno alla quale sono disposte diverse cappelle. La navata è sostenuta da colonne centrali, con intagli in legno dello scultore Josep Llimona.
Ad un'estremità è posto l'altare maggiore e il coro. Il crocifisso d'avorio dell'altare, proveniente dall'Italia, è stato attribuito recentemente a un giovane Michelangelo (finora era stato attribuito al Ghiberti).
Proprio sopra l'altare maggiore c'è la stanza nella quale è situata la statua della Vergine Moreneta de Montserrat, a cui si accede dopo aver attraversato un portale in alabastro scolpito con scene della Bibbia.

### Il chiostro
Il chiostro, opera dell'architetto Josep Puig i Cadafalch, è costituito da due piani sostenuti da colonne di pietra. Il piano inferiore comunica con il giardino che dispone di una fonte nella parte centrale. Lungo le pareti del chiostro si vedono peces antiche, alcune del X secolo.

### Il refettorio
Il refettorio è del XVII secolo ma fu restaurato nel 1925 da Josep Puig i Cadafalch: nella parte centrale un mosaico rappresenta il Cristo, mentre nella parte opposta si può vedere un trittico con scene della vita di san Benedetto.

### Altre strutture
Il monastero dispone di un museo diviso in tre sezioni: quella preistorica, nella quale sono esposti diversi ritrovamenti di quest'epoca rinvenuti nella montagna circostante; quella dell'Oriente biblico, con materiale archeologico relativo alla Bibbia e, infine, la Pinacoteca, con opere dal 1500 ai giorni nostri, fra le quali opere di Dalí, Picasso e El Greco ed uno dei capolavori della maturità di Caravaggio, il San Girolamo in meditazione.

### Le piazze
Nella parte esterna dell'edificio sono presenti diverse piazze che servono per assestare il congiunto dell'edificio con l'orografia della montagna. La principale è la Piazza Santa Maria, opera anch'essa di Puig i Caldafach. Dalla piazza si può osservare la nuova facciata costruita su progetto di Francesc Folguera con pietra proveniente dalla montagna stessa, alla cui destra si possono osservare i resti dell'antico claustrum gotico.
Nella piazza dell'Abate Oliba sono situati gli edifici che servono ad alloggiare i pellegrini e i turisti fra cui un albergo. Nella piazza vi è una statua dedicata al fondatore del monastero, opera del 1933 dello scultore Manuel Xuclà.
Infine la piazza di Santa Croce dedicata a San Michele, il cui nome è dovuto alla croce opera dello scultore Josep Maria Subirachs.

## La Madonna di Montserrat

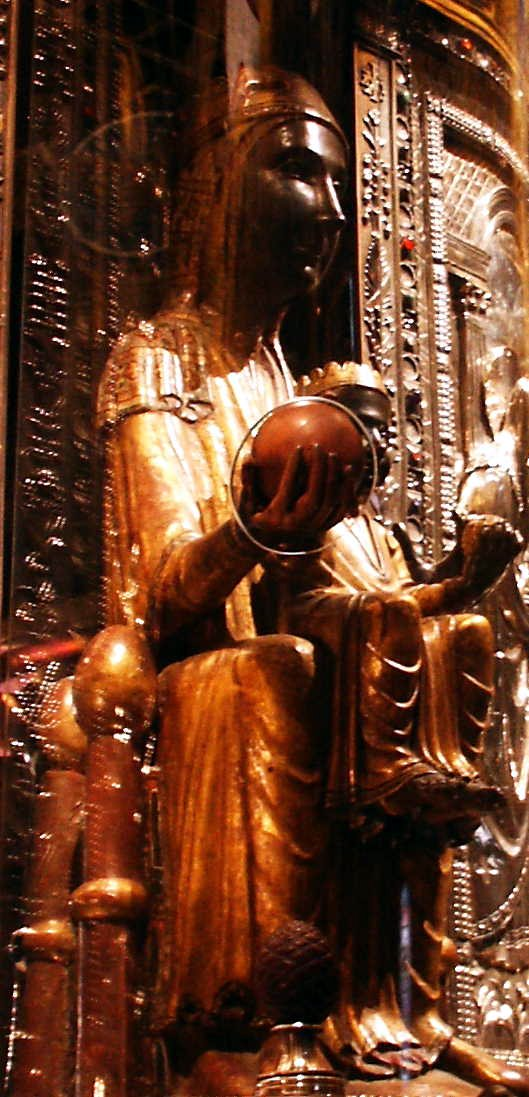
La Moreneta

Secondo la leggenda, la prima immagine della Vergine (in catalano La Mare de Déu de Montserrat) fu ritrovata da alcuni bambini che accudivano un gregge dentro una grotta nell'880, dopo aver visto una luce sulla montagna. Quando il vescovo seppe del ritrovamento cercò di far trasportare la piccola statua a Manresa, ma non gli fu possibile perché la statua divenne troppo pesante. Perciò il vescovo interpretò questo segnale come il desiderio della Vergine di rimanere nei pressi del luogo del ritrovamento e perciò ordinò la costruzione del santuario.
La statua di Maria attualmente venerata è una scultura lignea romanica del XII secolo. Misura circa 95 cm di altezza e rappresenta la Beata Vergine Maria con il Bambin Gesù. Nella mano destra la Madonna regge una sfera che simboleggia l'universo, mentre Gesù, sempre con la mano destra, benedice e nella sinistra regge una pigna.
Ad eccezione dei volti e delle mani, l'immagine è dipinta d'oro, mentre la Vergine è rappresentata con volto di carnagione scura, cosa che le ha valso il soprannome popolare di moreneta. Una sua copia è venerata a Sassari ed è patrona del gremio dei sarti e sotto questo titolo la Vergine Maria è da secoli intensamente venerata anche nel resto della Sardegna. Il 9 febbraio 2012 l'abate del monastero di Montserrat ha benedetto la cappella della Mare de Déu de Montserrat nella cattedrale di Alghero dove la "moreneta" è venerata dagli abitanti.
L'11 settembre 1881, ricorrenza della Festa nazionale della Catalogna, papa Leone XIII dichiarò ufficialmente la Madonna di Montserrat patrona della Catalogna, oltre a beneficiarla di poter tenere una propria festività nel calendario, il 27 aprile.

## Leggende legate al monastero
Il monastero è al centro della leggenda del Sacro Graal: nell'opera di Wolfram von Eschenbach, il Graal fu messo in salvo nel castello di Munsalvaesche (mons salvationis) o Montsalvat, affidato a Titurel, il primo re del Graal. Alcuni hanno identificato il castello con il monastero di Montserrat; Richard Wagner dice al suo Parsifal che Montsalvat è "nelle montagne del nord della Spagna". Nel 1940, Himmler fece una breve visita al monastero per domandare dati in merito alla possibilità che vi fosse stato custodito il Graal.
Questa leggenda non ha tradizione a Montserrat; la tradizione ispanica del Graal lo situa nel monastero di San Juan de la Peña e, successivamente, al palazzo di Barcellona e infine nella cattedrale di Valencia, dove si troverebbe tuttora.

## La visita di Ignazio di Loyola
È invece storicamente provata la visita al monastero nel marzo del 1522 da parte di sant'Ignazio di Loyola che proprio qui maturò la sua conversione, lasciando la sua spada ai piedi della Madonna di Montserrat.

## Come arrivarci
La montagna di Montserrat è a circa un'ora e mezza da Barcellona. È possibile raggiungere in treno o in automobile l'apposita stazione di Aeri Montserrat e da qui prendere la funivia detta Aeri che in pochi minuti arriva nei pressi del monastero, oppure raggiungere la stazione di Montserrat ove è possibile il collegamento mediante treni a cremagliera. È altresì possibile raggiungere il sito direttamente in automobile previo pagamento di un pedaggio, oppure a piedi grazie all'antico sentiero che comunica con il fondovalle (circa 1h45).

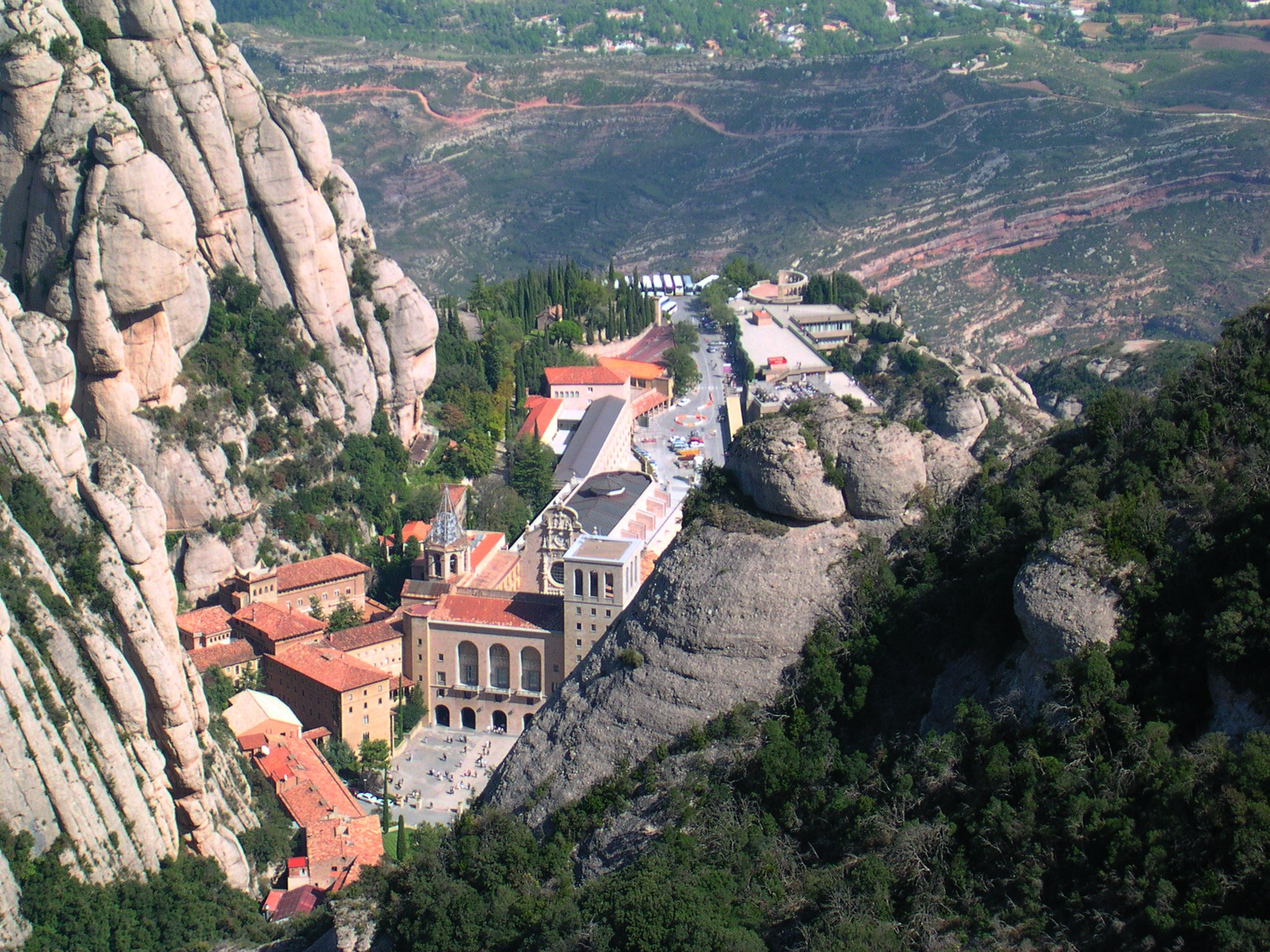
Il monastero dalla Roca de S. Jaume
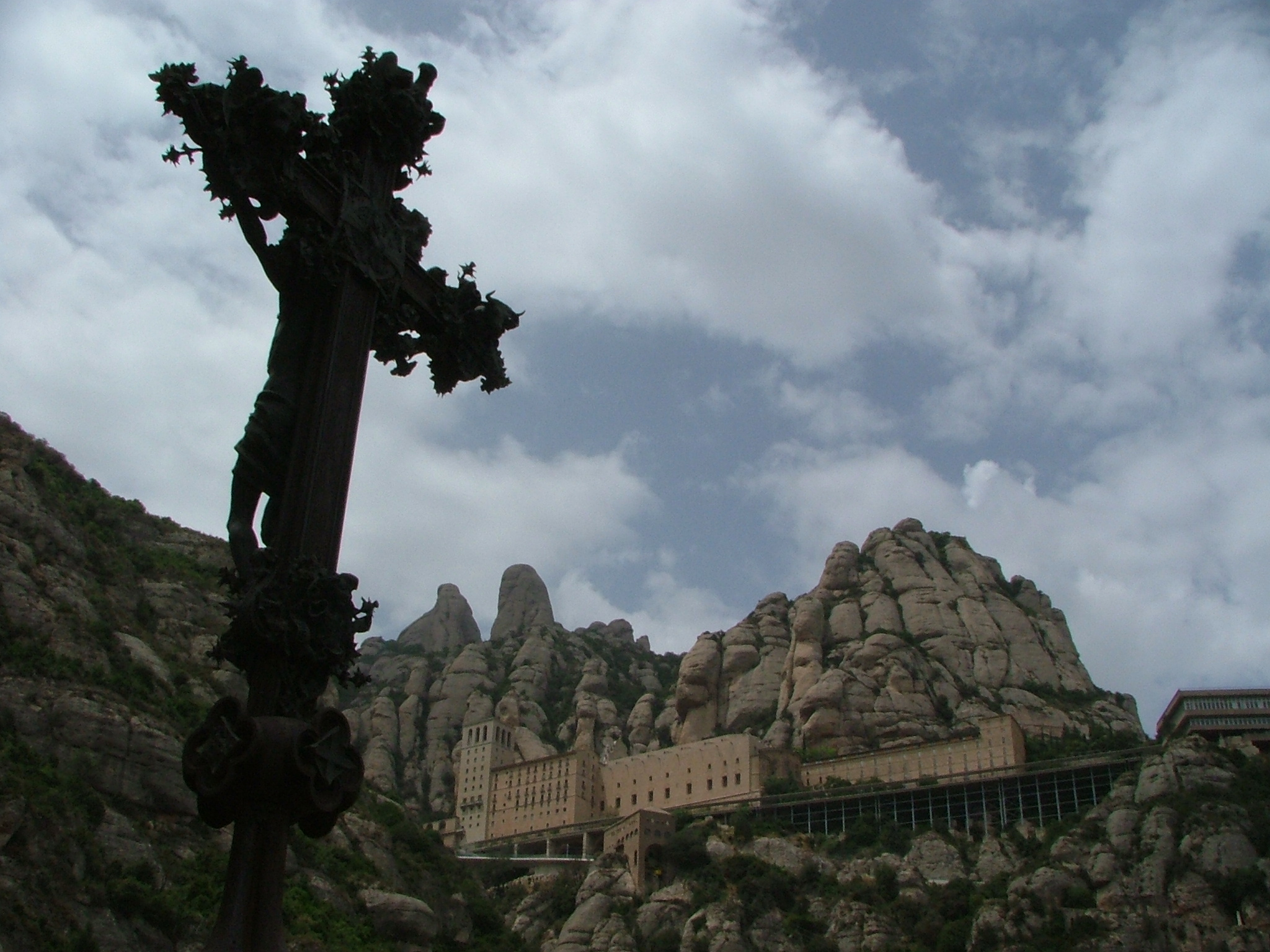
Il monastero visto dal sentiero
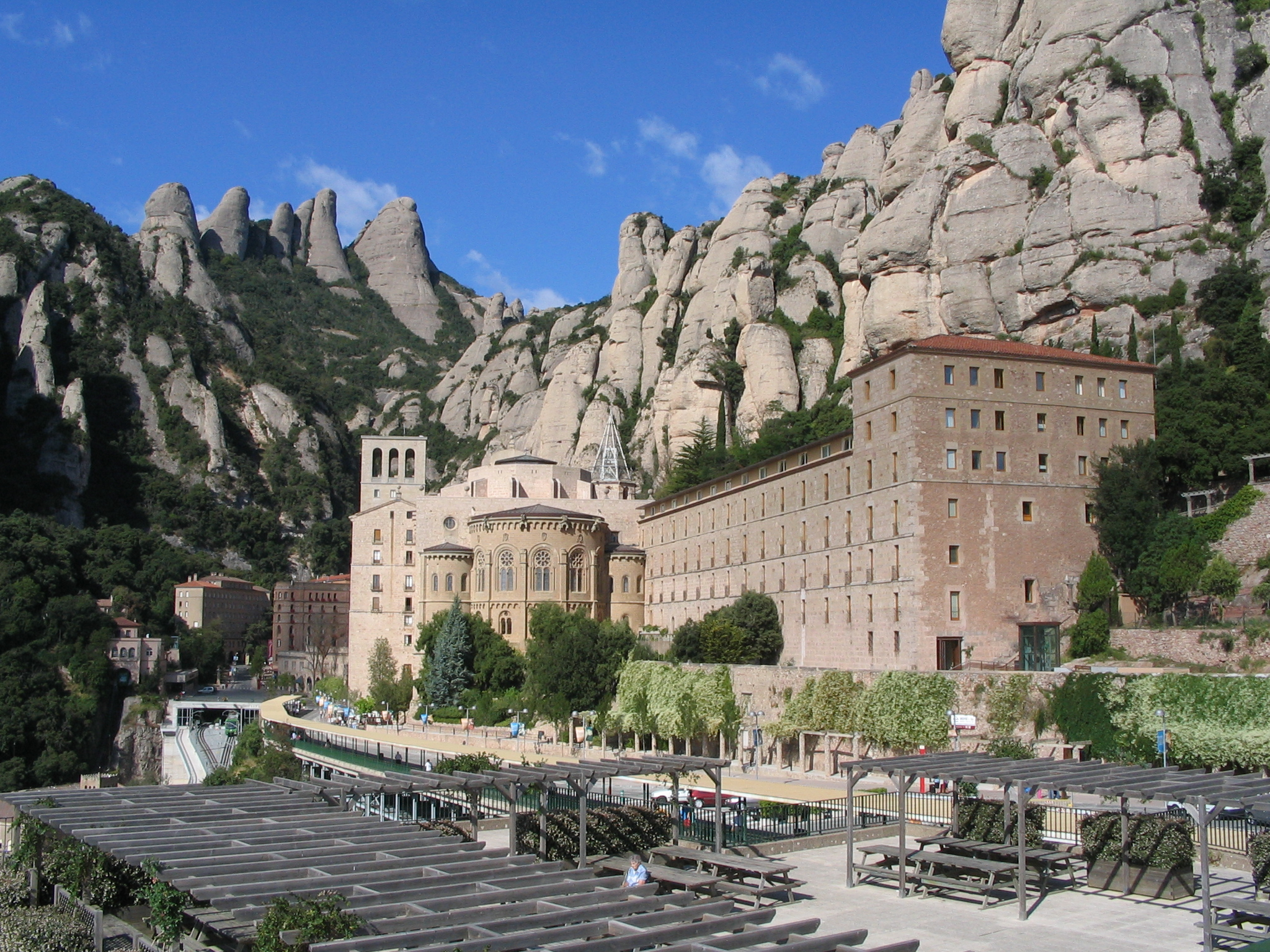
Il monastero dal parcheggio
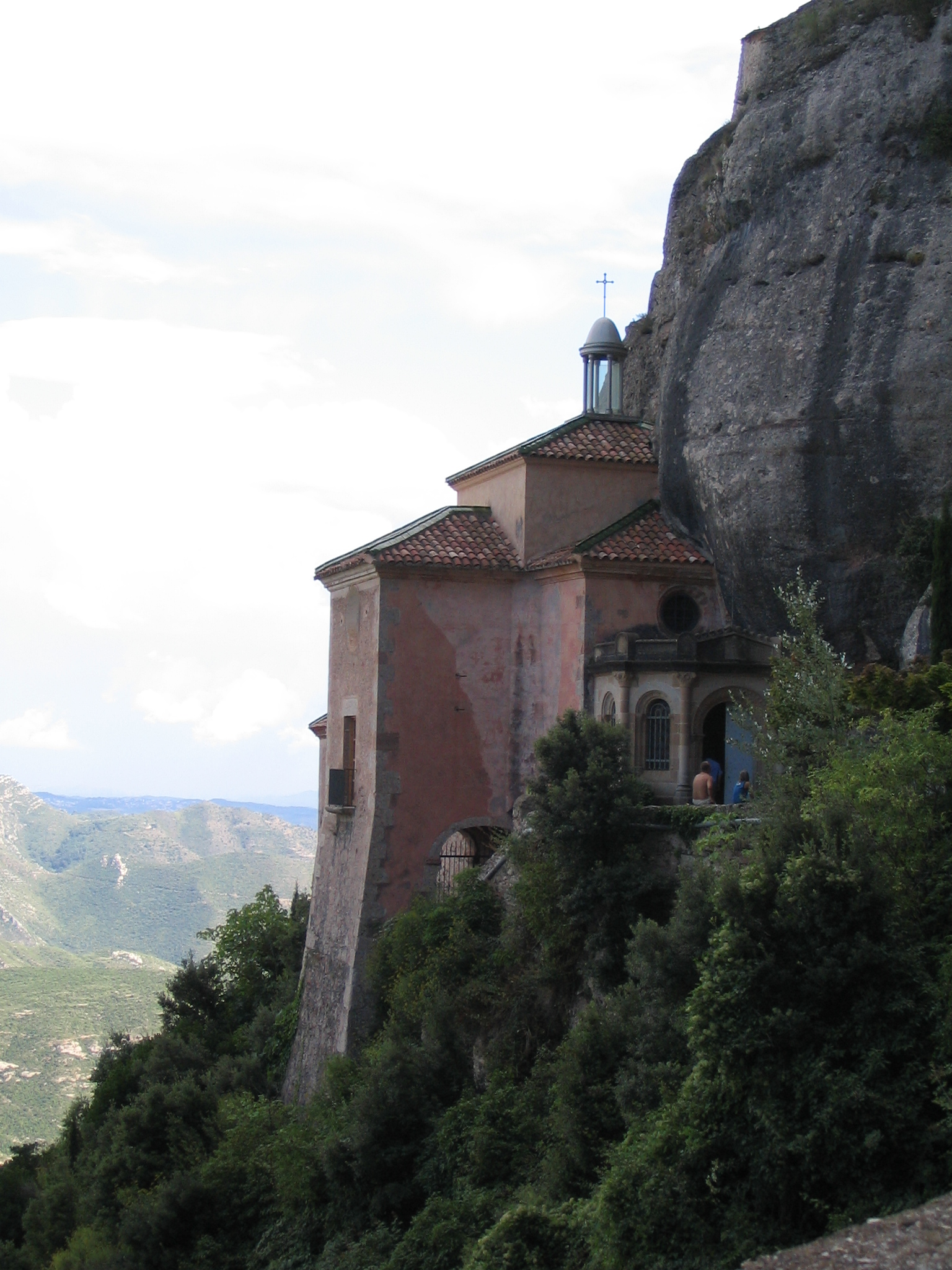
La cappella edificata attorno alla Grotta
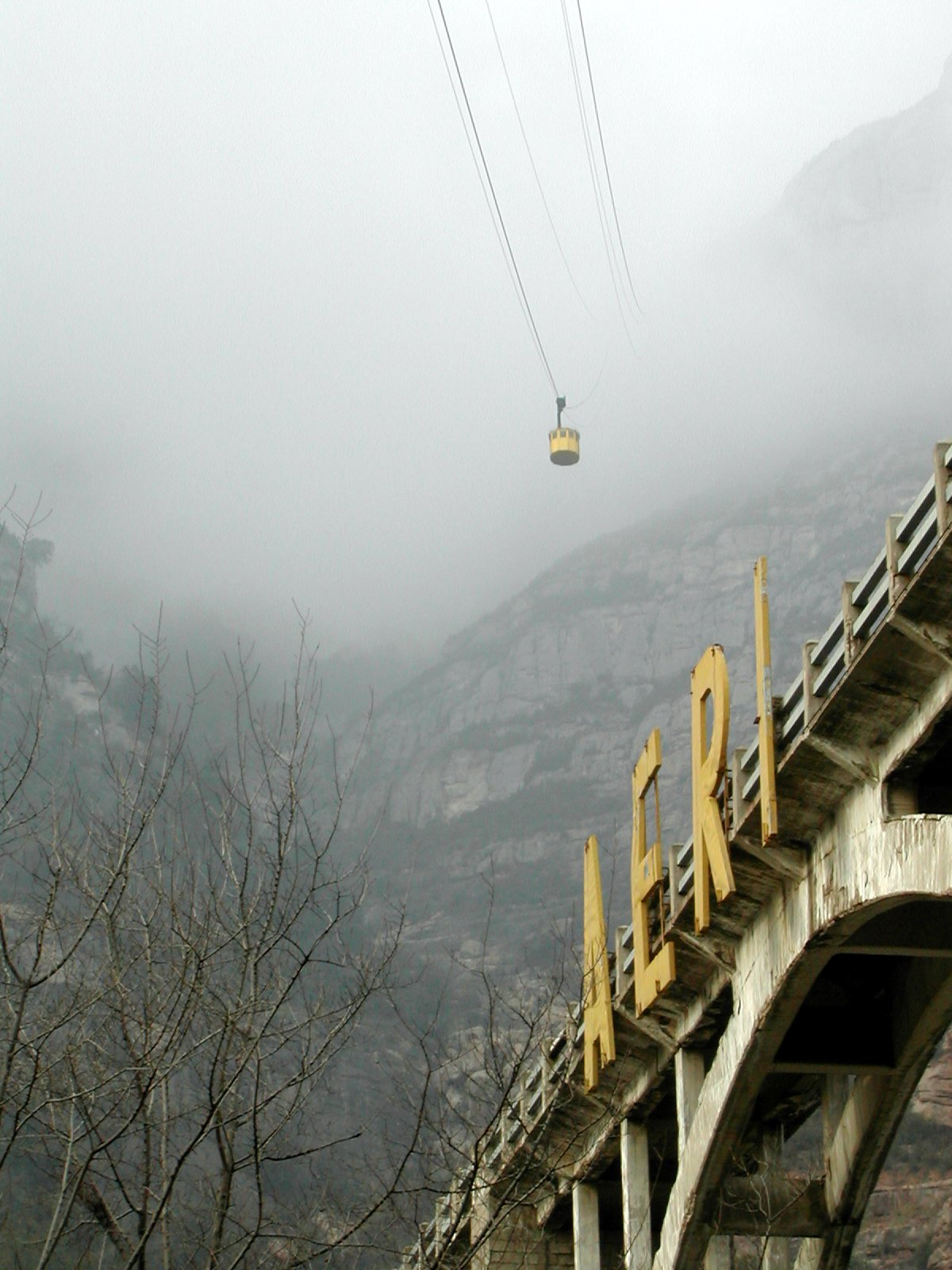
La funivia che porta a Montserrat